# Knipowitschia cameliae
Knipowitschia cameliae е вид лъчеперка от семейство Попчеви (Gobiidae). Видът е критично застрашен от изчезване.